# Торкветум

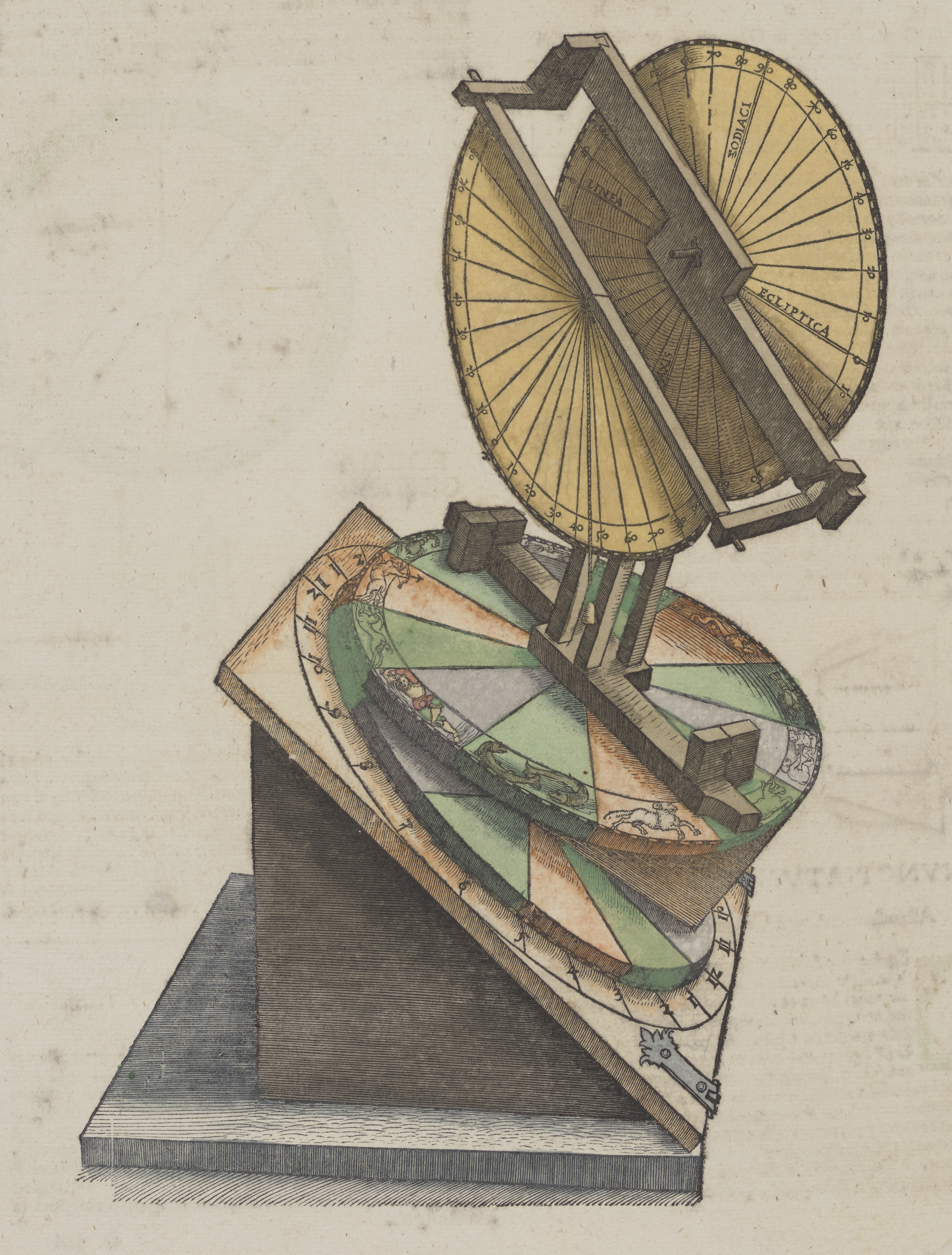
Торкветум. Иллюстрация из книги Петра Апиана (1540)

Торкве́тум — астрономический инструмент, позволяющий производить измерения в различных системах небесных координат — горизонтальной, экваториальной и эклиптической. С его помощью можно также осуществлять переходы между этими координатными системами, так что торкветум можно считать аналоговым вычислительным устройством. Был изобретён западноарабским астрономом Джабиром ибн Афлахом в первой половине XII столетия.